# Aga de Kish

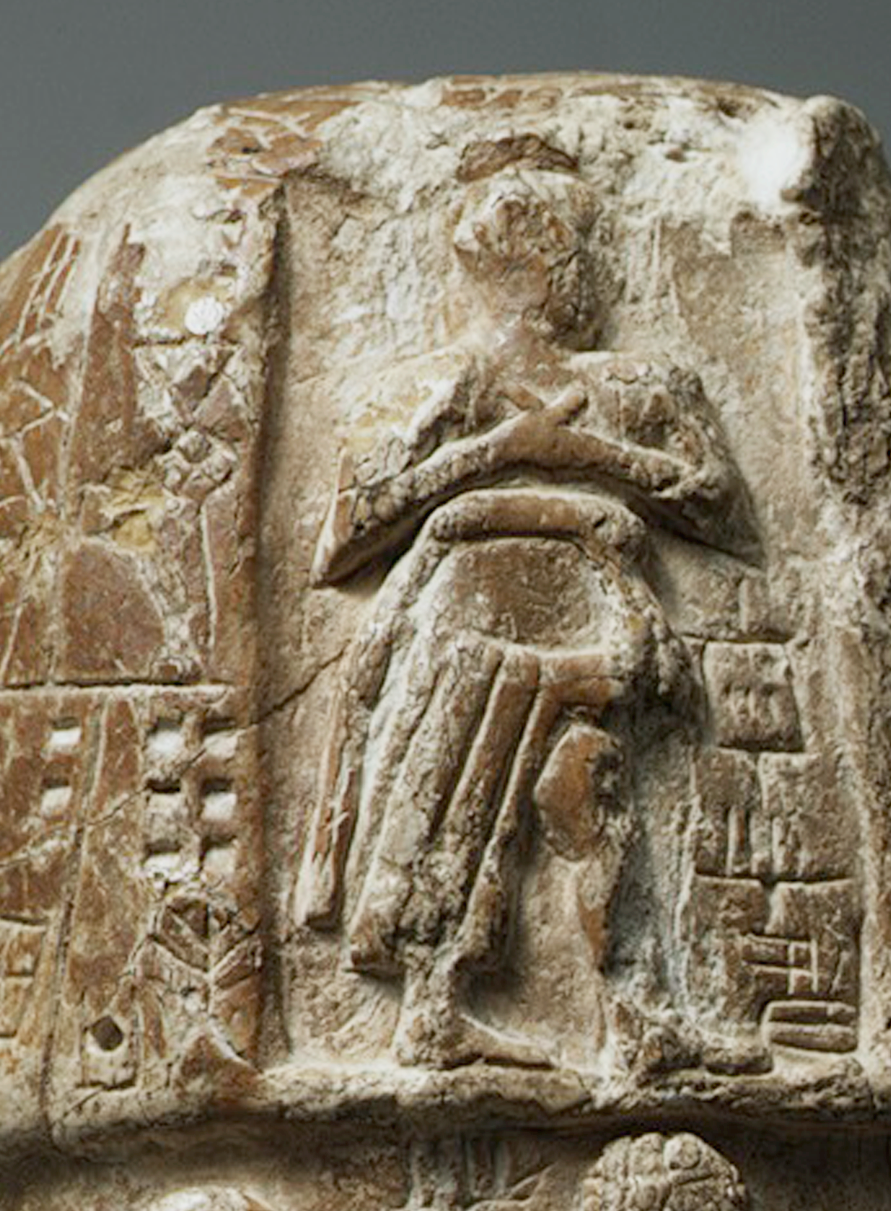
Estela d'Aga de Kish.

Aga o Aka va ser el 23è i darrer rei de la primera dinastia de Kish a Sumer, esmentat a la llista de reis sumeris. La llista li assigna un mític regnat de 625 anys. Va governar després del 2700 aC. Va succeir el seu pare Mebaragesi.
En parla l'Epopeia de Guilgameix on es diu que va assetjar amb el seu pare la ciutat d'Uruk. En un altre text sumeri se l'anomena Akka. Totes les referències el fan fill de Mebaragesi.